# Braniborské koncerty

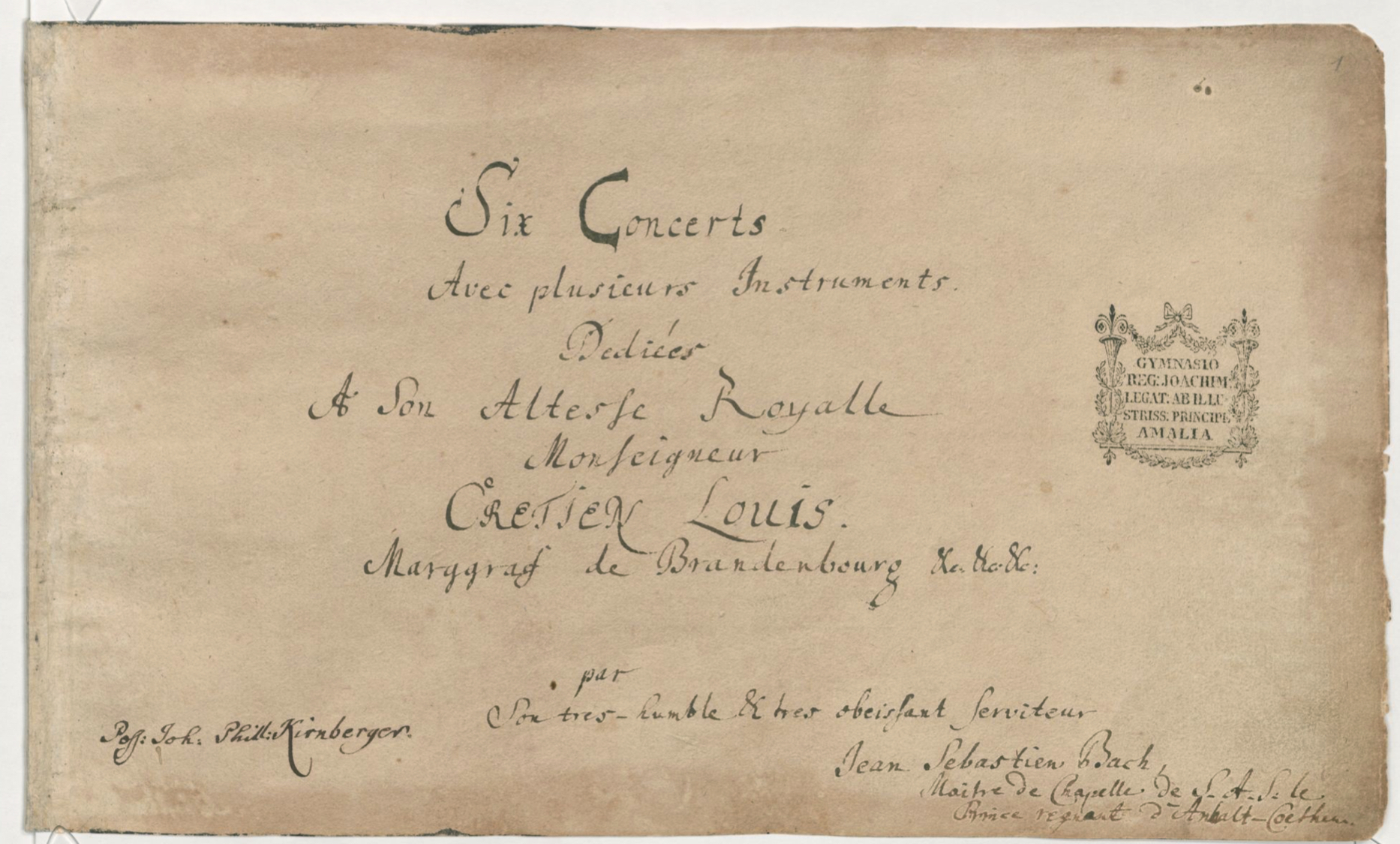
Titulní stránka brandenburských koncertů

Braniborské koncerty (německy Brandenburgische Konzerte, BWV 1046–1051) je cyklus instrumentálních koncertů německého skladatele Johanna Sebastiana Bacha. Braniborské koncerty patří k nejvýznamnějším dílům barokní hudby.

## Historie

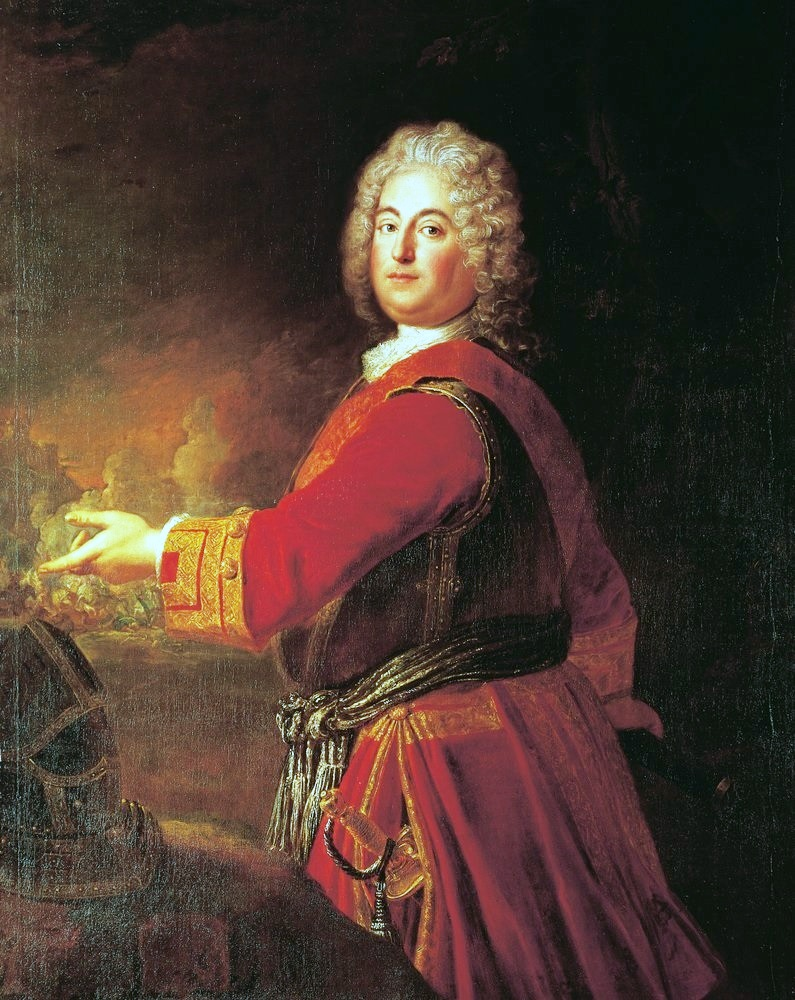
Braniborský markrabě Kristián Ludvík

Tento cyklus, nazvaný původně „Six Concerts avec plusieurs instruments“ („Šest koncertů pro více nástrojů“), byl dokončen zřejmě v letech 1718-1721 v Köthenu. V roce 1721 byl věnován braniborskému markraběti Kristiánu Ludvíkovi, který Bachovu práci během krátkého setkání v Berlíně (1718/19) inicioval.
Název Braniborské koncerty použil poprvé v 70. letech 19. století známý Bachův životopisec a badatel Philipp Spitta.

## Interpretace

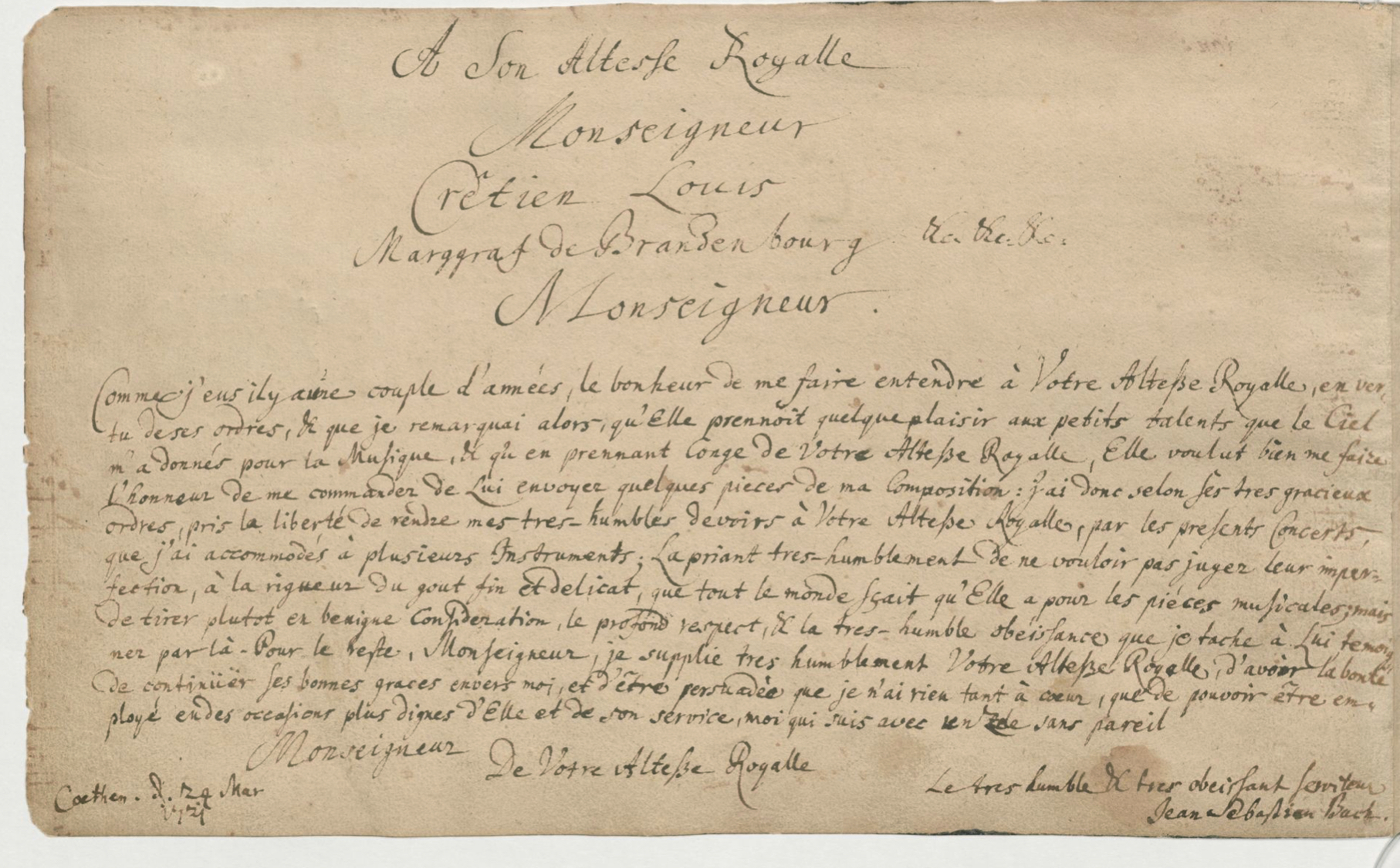
Zasvěcení Braniborského koncertu

Braniborské koncerty jsou, zejména pro náročnost koncertantních partů, považovány za jeden z vrcholů interpretačního umění a jsou dnes prestižní součástí repertoáru významných hudebních těles na celém světě.
Do poloviny 20. století se však jejich souborná provedení objevovala jen ojediněle, především zásluhou dirigentů, kteří do tradičního repertoáru soustavněji zařazovali i předklasická díla (např. Alfred Cortot, Adolf Busch, Hermann Scherchen, Otto Klemperer). Zlom nastal v následujících dvou desetiletích, kdy nebývalý zájem o starou hudbu přinesl s sebou také hledání cest k její historicky poučené interpretaci. Přirozeným východiskem se stal návrat k původnímu notovému textu a studium historických pramenů o dobové interpretační praxi. Stále se ovšem používaly převážně moderní nástroje, především proto, že úroveň poznatků o stavbě historických replik a o autentické technice hry neumožňovala dosáhnout esteticky uspokojivých řešení. Přesto zejména interpretace šedesátých let významně přispěla k objevení Bachova díla v jeho historickém kontextu a zásadním způsobem v tomto smyslu ovlivnila i hudební veřejnost.
Každé nastudování Braniborských koncertů bylo tehdy spojeno s řadou otázek, o nichž se zčásti diskutuje dodnes (např. velikost ansámblu, tempa, dynamika, realizace partů aj.). Stále zřetelněji se tak projevovaly rozdíly mezi „tradicionalisty“ (např. nahrávka Herberta von Karajana) a novou generací, ale i uvnitř jí samotné (Nicolas Harnoncourt, Gustav Leonhardt, Karl Richter, Karl Ristenpart a další).
I v Československu se první souborná nahrávka Braniborských koncertů vztahuje k tomuto průkopnickému období revivalismu předklasické hudby. Uskutečnila ji v letech 1964-5 Munclingerova Ars rediviva v koprodukci Supraphonu a americké Columbie. Sólistou v druhém koncertu byl tehdy již světově proslulý francouzský trumpetista Maurice André, v ostatních koncertantních partech vystoupili špičkoví čeští instrumentalisté, např. hornista Miroslav Štefek, flétnista František Čech, hobojisté Jiří Mihule a Stanislav Duchoň, fagotista Karel Bidlo, houslista Václav Snítil, kontrabasista a violonista František Pošta, cembalisté Viktorie Švihlíková a Josef Hála a další. Nahrávka byla oceněna prestižním francouzským časopisem Diapason a měla četné reedice v 70.-90. letech, kdy se poprvé objevila i na kompaktním disku. Po roce 2000 realizovaly další CD reedice některé zahraniční labely, u nichž je dosud v nabídce.
V 70. letech uskutečnila Ars rediviva novou soubornou nahrávku pro Československý rozhlas a v 80. letech Braniborské koncerty provedla na Pražském jaru. Do roku 2006, kdy vznikla zásluhou souboru Musica Florea první česká nahrávka na historické nástroje, byla Ars rediviva jediným českým ansámblem, který toto Bachovo dílo souborně nahrál a jako součást repertoáru mnohokrát koncertně provedl doma i v zahraničí.
Na historické nástroje se poprvé pokusil Braniborské koncerty souborně provést již v padesátých letech Jascha Horenstein s Komorním orchestrem Vídeňských symfoniků a o deset let později Nicolaus Harnoncourt se souborem Concentus Musicus Wien. Skutečný zlom přinesla však teprve sedmdesátá a osmdesátá léta (Gustav Leonhardt, S.a W.Kuijkenové; Trevor Pinnock, The English Concert). Vynikající nahrávky uskutečnili např. Christopher Hogwood (Academy of Ancient Music), Reinhard Goebel (Musica Antiqua Köln), Jordi Savall (Le Concert des Nations) a další specialisté v oblasti barokní hudby.

## Struktura a instrumentace
Každý z Braniborských koncertů má svou specifickou strukturu a instrumentaci. Nalezneme zde nejen prvky consortů (3. a 6. koncert), concerta grossa (mj. 2. koncert) a sólového concerta italského typu (4. a 5. koncert), ale i suity a fugy.
Koncert č. 2 F dur je součástí Sounds of Earth, hudby, která putuje jako poselství lidstva vesmírem.

## Braniborský koncert č.1 F Dur
pro 2 horny, 3 hoboje, fagot, housle, smyčce a continuo
Věty: (Allegro) — Adagio — Allegro — Menuetto (Trio I — Polacca — Trio II)

## Braniborský koncert č. 2 F dur
pro trubku in F, housle (Quartgeige), zobcovou flétnu, hoboj, smyčce a continuo
Věty: (bez označení) — Andante — Allegro assai

## Braniborský koncert č. 3 G-Dur
pro 3 housle, 3 violy, 3 violoncella a continuo
Věty: (bez označení — Adagio) — Allegro

## Braniborský koncert č. 4 G-Dur
pro housle, 2 zobcové flétny, smyčce a continuo
Věty: Allegro— Andante — Presto

## Braniborský koncert č. 5 D dur
pro koncertantní cembalo, příčnou flétnu, housle a smyčce
Věty: Allegro — Affetuoso — Allegro (první cembalový koncert v dějinách)

## Braniborský koncert č. 6 B dur
pro 2 violy da braccio, violoncello, 2 violy da gamba, violon a cembalo
Věty: (bez označení) — Adagio ma non tanto — Allegro

## Významné nahrávky (výběr)
(Uvedeny jsou pouze souborné nahrávky, uspořádáno chronologicky. Informace jsou uvedeny vždy v tomto pořadí: dirigent/vedoucí nahrávky - orchestr/ansámbl, ev.významní sólisté - label - rok vydání nebo reedice)

### Nejstarší zvukové záznamy
- Alfred Cortot, Orchestre de l'École Normale de Musique, Paris, Koch, 1932
- Adolf Busch, Adolf Busch Chamber Players, EMI Reference, 1935-36

### Tradiční (nebo spíše tradiční) nastudování
- Hermann Scherchen, Orchester der Wiener Staatsoper (Adolf Scherbaum trubka, Willi Boskovsky housle…), Millenium Classics, 1959
- Otto Klemperer, Pro Musica, EMI/Vox Box Legends
- Herbert von Karajan, Berliner Philharmoniker (Chirley Hopkins, Adolf Scherbaum, Lothar Koch…), Deutsche Grammophon, 1965
- Lorin Maazel, Berliner Rundfunkorchester (M. André…), 1966
- Karl Münchinger, Stuttgarter Kammerorchester (Aurele Nicolet flétna), London 1967
- Rudolf Baumgartner, Festival Strings Lucerne (Josef Suk housle, Aurele Nicolet flétna, Christiane Jaccottetová cembalo…), BMG, 1978
- Bohdan Warchal, Slovenský komorný orchester, Opus, 1978
- Yehudi Menuhin, Bath Festival Orchestra, Angel, 1989

### Směřování k dnešní historicky poučené interpretaci (HIP)
- Josef Mertin, Kammerorchester der Wiener Symphoniker (E. Melkus housle, N. Harnoncourt gamba, G. Leonhardt cembalo…), začátek 50. let
- Jascha Horenstein, Kammerorchester der Wiener Symphoniker (N. Harnoncourt…), Vox, 1954
- Felix Prohaska, Kammerorchester der Wiener Symphoniker, Amadeo (Artemis/Vanguard), 1957
- Kurt Redel, Pro arte (Maurice André trubka …)
- Karl Richter, Kammerorchester Karl Richter (A. Scherbaum trubka, K. Schowchoe flétna, K. Richter cembalo…), Teldec, 1958
- Karl Ristenpart, Saarländisches Kammerorchester (M. Oheim lesní roh, P. Pierlot hoboj, H. Schneidewind trubka…), Accord, 1962
- Nicolaus Harnoncourt, Concentus Musicus Wien, Telefunken/Teldec, 1964
- Milan Munclinger, Ars rediviva, Supraphon/Columbia, 1965
- I Musici (H. Holliger hoboj, F. Ayo housle, M. Larrieu flétna, M. André trubka …), Philips, 1965
- Gustav Leonhardt, Collegium Aureum, Deutsche Harmonia Mundi, 1965-7
- Karl Richter, Münchener Bach-Orchester (A. Nicolet flétna, H. Schneeberger housle, P. Thibaud trubka, H. Baumann horna, Karl Richter a Hedwig Bilgram cembalo…), DG/Archiv Produktion, 1967
- Sir Neville Marriner, Academy of St. Martin-in-the-Fields (A. Bernard, H. Holliger, M. Petri, H. Szeryng, J.-P. Rampal…), Philips, 1980

### HIP od 70. let do současnosti
- Gustav Leonhardt (+ S. a W. Kuijkenové housle, viola da gamba, violoncello, Claude Rippas trubka …), Sony, 1976-7
- Trevor Pinnock, The English Concert, DG/Archiv Produktion, 1979-82
- Christopher Hogwood, Academy of Ancient Music, L'Oiseau-Lyre, 1985
- Reinhard Goebel, Musica Antiqua Köln (R. Goebel housle, Jaap Ter Linden viola da gamba, W. Hazelzet flétna, Robert Hill a Henk Bouman cembalo…), DG/Archiv Produktion, 1987
- Jordi Savall, Le Concert des Nations, Astrée-Auvidis, 1991

Největší počet nahrávek (včetně videozáznamů a DVD) uskutečnil patrně Nikolaus Harnoncourt se souborem Concentus Musicus Wien.